# Bo Althoff
Bo "Bosse" Althoff (17 september 1944 Mellerud, Dalsland - 15 november 2002) blev på 1960-talet känd som "Mellerudsexpressen" och som "Finnmördaren" efter sin avgörande roll i en landskamp mellan Finland och Sverige. Till yrket var han läkare, specialiserad på ortopedi och arbetade under sin karriär i Örebro.

## Karriär
Althoff tävlade först för Melleruds IF men från 1965 för Örgryte IS. Althoff blev allmänt känd i Sverige 1960 efter att redan vid 16 års ålder ha sprungit 400 meter på tiden 50,0. Det var då han i pressen  fick smeknamnet "Mellerudsexpressen" efter hemtrakten. Han tävlade för första gången i en landskamp mellan Finland och Sverige säsongen 1962, då Owe Jonsson vann både 100 och 200 meter, medan Althoff var tvåa på 200 meter. Under samma höst gjorde han sin EM-premiär som en del av Sveriges lag på 4 x 400 meter stafett där den svenska kvartetten gjorde bra ifrån sig och bara hade 0,7 sekunder kvar till bronsmedaljen. 
De följande säsongerna blev Althoff svensk rekordhållare på 100, 200 och 400 meter. Säsongen 1965 vann han svenska mästerskapet på 100 meter, säsongen 1964-1966  på 200 meter, säsongen 1964-67 på 400 meter och ingick även i Örgryte IS som vann det svenska klubblagsmästerskapet på 4x400 meters säsongen 1967. Detta gav honom totalt åtta individuella och ett svenskt stafettmästerskap. I Althoffs karriär ingick också 22 landskamper. Han blev en välkänd tävlande i landskamperna mellan Finland och Sverige. Särskilt 1965 års nationella mästerskap blev en stor triumf för honom, eftersom han både vann loppen på 100 och 200 meter och slutade 2:a på 400 meter efter den vinnande landsmannen  Bengt-Göran Fernström. Althoff ingick också i det svenska lag som vann 4 x 100 meter och det på 4 x 400 meter som förlorade knappt mot finnarna. Althoff hade alltså ett stort inflytande på Sveriges första vinst över Finland sedan 1953. Det var därefter som svensk press började kalla honom för "Finnmördaren".
Bosse Althoff tävlade ännu säsongen 1967 då han var nära att vinna 200 och 400 meter i landskampen mellan Finland och Sverige. Althoffs karriär blev ganska kort, då han avslutade den redan vid 23 års ålder för att fokusera på sitt sin privata karriär och flyttade till Örebro för att bli läkare. Där arbetade han inom ortopedi och var överläkare på ortopedkliniken vid Universitetssjukhuset Örebro (USÖ). Han hann också med att bli medicine doktor genom en avhandling om den andra  halskotan. Under sin Örebro-tid var han också lagläkare för de lokala idrottsföreningarna BK Forward och Örebro SK. 
Han hyste nog en viss kärlek till sin moderklubb Melleruds IF, han hade ju bland annat varit inbegripen i ungdomsverksamheten där och han intresserade sig för klubben på dess hemsida. Medan han ännu fanns kvar i Mellerud hade han även deltagit i några av klubbens fotbollsmatcher. Efter att ha pensionerats bosatte han sig i Färgelanda, i sitt hemlandskap Dalsland, där han hade full sysselsättning på sin ägandes mark och där han gick in i den sista vilan i november 2022 vid 76 års ålder.
Althoff utsågs 1964 till Stor Grabb nummer 227.

### Fotnoter
1. 1 2  Wiger 2006, sid. 36.
2. 1 2 3 4 5  Wiger 2006, sid. 40.
3. 1 2 3 4  Wiger 2006, sid. 44.
4. ↑   Svensk Friidrott 100år. Lennart K Persson & Thomas Pettersson, Sellin
5. 1 2  Wiger 2006, sid. 152.
6. ↑  "Bo Althoff har avlidit" Nerikes Allehanda 12 november 2022

### Allmänna
- Wiger, Erik (2006). Svenska mästerskapen i friidrott 1896-2005. Trångsund: TextoGraf. Libris 10215478. ISBN 91-631-9065-6. OCLC 185398394
- Focus Presenterar Sporten 2. Stockholm: Almqvist & Wiksell/Gebers Förlag AB. 1967
- Friidrottens först och störst. Helsingborg: Stig Gustafson/Forum. 1975
- Persson, Lennart K; Pettersson, Thomas (1995). Svensk Friidrott 100år. Stockholm: Sellin & partner